# Valserine
Die Valserine ist ein Fluss in Frankreich, der in den Regionen Auvergne-Rhône-Alpes und Bourgogne-Franche-Comté verläuft. Sie entspringt im Jura knapp an der Grenze zur Schweiz, südwestlich des Gipfels La Dôle, an der nordwestlichen Grenze des Gemeindegebietes von Divonne-les-Bains. Der Fluss entwässert generell in südwestlicher Richtung durch den Regionalen Naturpark Haut-Jura und mündet nach rund 48 Kilometern im Ortsgebiet von Bellegarde-sur-Valserine unweit der ehemaligen Pertes du Rhône als rechter Nebenfluss in die Rhône. Etwa 2 km oberhalb der Mündung befinden sich die Pertes de la Valserine: hier stürzt der Fluss, ähnlich wie früher die Rhône, in einen 15 m tiefen engen Spalt im Kalkstein und kommt erst 250 m weiter unten wieder ans Tageslicht. 
Auf ihrem Weg durchquert die Valserine das Département Ain, bildet in ihrem Oberlauf die Grenze zum benachbarten Département Jura und stößt schließlich bei ihrer Mündung auf das Département Haute-Savoie.
Der Flusslauf ist noch weitgehend natürlich und unverbaut, die Wasserqualität hoch und der Fischbestand reich. Als erster Fluss erhielt die Valserine 2014 das französische Label Rivière sauvage (Wildbach).

## Orte am Fluss
- Mijoux
- Chézery-Forens
- Champfromier
- Châtillon-en-Michaille
- Bellegarde-sur-Valserine